# Rajanäshornsfågel
Rajanäshornsfågel (Anthracoceros coronatus) är en fågel i familjen näshornsfåglar som förekommer i Indien och Sri Lanka.

## Utseende
Rajanäshornsfågeln är en rätt stor (65), ljusnäbbad och svartvit näshornsfågel med vitt på buk, längst ut på de yttre stjärtpennorna och på vingens bakkant. Jämfört med liknande orientnäshornsfågeln (som den tidigare behandlats som del av) är den större och har mer yxformad kask med en stor svart fläck, helvita yttre stjärtpennor, bredare vit vingbakkant och rosa strupfläck.

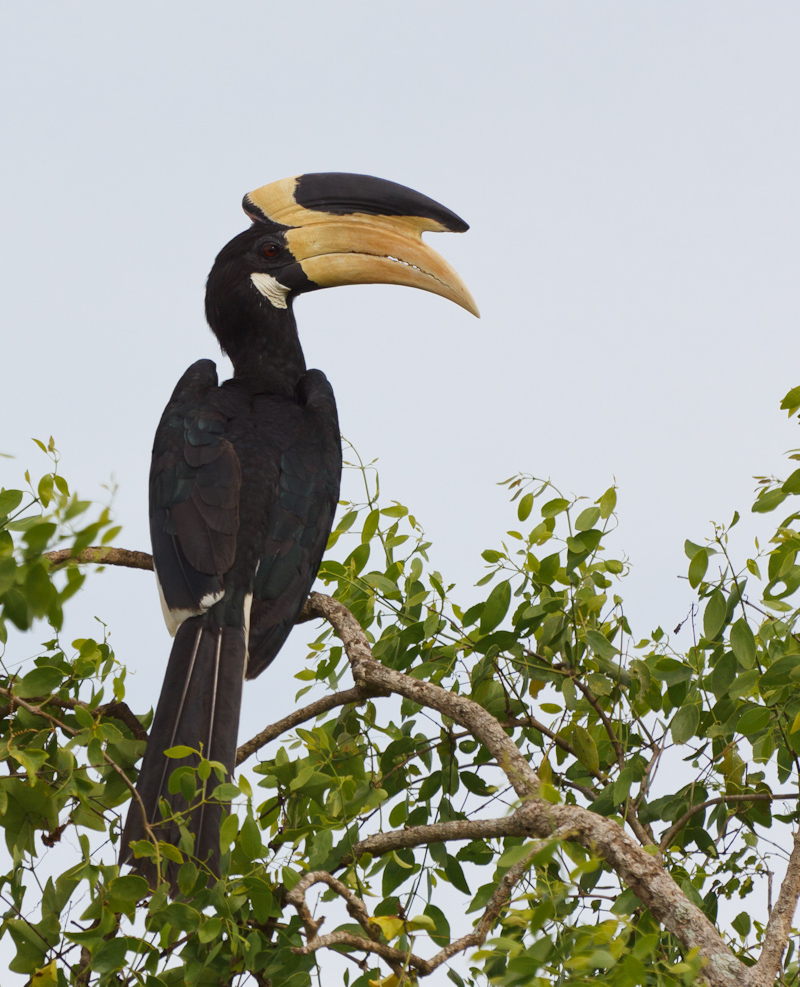
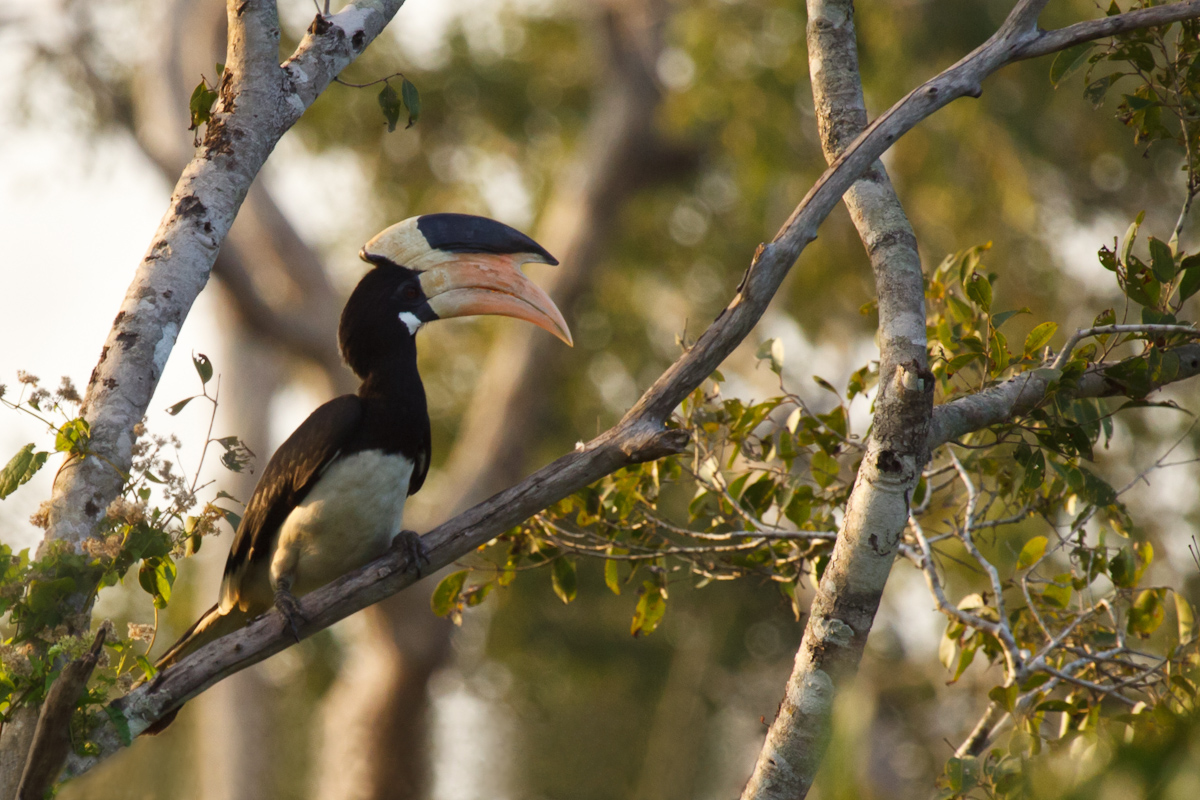

## Utbredning och systematik
Fågeln förekommer i blandskog i södra Indien och Sri Lanka. Den behandlas som monotypisk, det vill säga att den inte delas in i några underarter.

## Levnadssätt
Fågeln hittas i öppen och fuktig lövfällande och städsegrön skog, framför allt i mer kuperad terräng och i flodnära områden. Den utför säsongsmässiga förflyttningar efter tillgången på frukt. Till dieten hör rävkaketrädets frukter, vars höga halter av stryknin inte tycks vara giftiga för fågeln.

## Status och hot
Rajanäshornsfågeln har troligen en rätt liten världspopulation och tros dessutom minska till följd av habitatförlust. Internationella naturvårdsunionen IUCN kategoriserar den därför som nära hotad.